# 绍伊克
绍伊克，是匈牙利巴兰尼亚州所辖的一个村。总面积11.36平方公里，总人口855，人口密度75.3人/平方公里（2011年1月1日）。